# August Billerbeck
August Billerbeck (fälschlich auch August Butterbeck; * 1778; † 1844) war ein deutscher Pädagoge. Er gilt als Begründer des Schullehrerseminars zu Salzdetfurth und zählt zu einer alten Dynastie von Pädagogen, die unter anderem Kantoren und Lehrer in Salzdetfurth stellte.

## Leben
Gegen Ende des 18. Jahrhunderts besuchte August Billerbeck in Hannover vier Jahre lang das dortige Schullehrer-Seminar, bevor ihn der Konsistorialrat und Superintendent von Eldagsen, August Friedrich Brackmann, im Jahr 1801 zu Michaelis als Küster und Schullehrer in Rheden anstellte im damaligen Fürstentum Hildesheim als Lehrer und Kantor. In Rheden begründete er im Jahr 1802 auf Veranlassung des Superintendenten eine zunächst private Lehrerbildungsanstalt, in dem er selbst als Lehrer ausbildete. Als Billerbeck 1804 nach Salzdetfurth übersiedelte – er sollte dort als Adjunctum seines Vaters tätig werden – verlegte er dorthin auch die weitere Fortführung der Bildungseinrichtung, in der er weiterhin die Nachwuchskräfte unterrichtete. Die nunmehr preußische Regierung ließ sich 1806 durch die Kammerkonsistorial-Kommission in Hildesheim über die von Billerbeck geführte Institution informieren und stellte auch eine staatliche Beihilfe in Aussicht. Diese wurde jedoch durch den Beginn der sogenannten „Franzosenzeit“, in der die Truppen von Napoleon Bonaparte das Land besetzten, nicht mehr ausgezahlt. Erst die hannoversche Regierung bewilligte einen Zuschuss aus dem allgemeinen Staatsfonds und anderen Abgaben in Höhe von 260 Talern.
Durch seine Tätigkeit gilt August Billerbeck zugleich als Begründer des Lehrerseminars in Alfeld an der Leine.

## Familie
Durch seine Heirat wurde der in Salzdetfurt tätige „Cantor August Billerbeck“ zum Schwiegersohn der verwitweten Pastorin Auguste Sophie Christiane Schrage, geborene Reichenbach aus Klein Lafferde.

## Archivalien
Archivalien von und über August Billerbeck finden sich beispielsweise
- in einer Akte mit Informationen zu Personen des Schulwesens im Niedersächsischen Landesarchiv (Standort Hannover), Archivsignatur NLA HA ZGS 2/1 Nr. 244[4]